# Waka Flocka Flame
Waka Flocka Flame (справжнє ім'я Хоакін Джеймс Мелфарс) — американський репер, засновник лейблу Brick Squad Monopoly. Наразі виконавець видав два студійних сольних альбоми.

## Життєпис

### Ранні роки, початок кар'єри
Хоакін Мелфарс народився у кварталі Південна Ямайка району Квінз, що у Нью-Йорці. Згодом його родина переїхала до Рівердейлу, штат Джорджія. Дебра Ентні, мати Хоакіна — президент Mizay Entertainment, колишній менеджер репера Gucci Mane Виконавець отримав прізвисько «Waka» від свого двоюрідного брата на честь фірмової фрази «Вака вака» ведмедика Фоззі, персонажа Маппетів. Прізвисько «Flocka Flame» репер отримав від Gucci Mane. За словами Waka Flocka Flame, він знайомий з ним з 19 років. Waka Flocka позував голим для рекламного знімку PETA, спрямованого проти вбивства тварин. Дизайн фото нагадує оформлення Flockaveli, дебютної платівки виконавця. Знімок містить напис «Ink not Mink».

### 2009–2010:Flockaveli
Waka Flocka Flame став відомим після релізу синглу 2009 «O Let's Do It», що посів 62-гу сходинку чарту Billboard Hot 100.
19 січня 2010 р. в Атланті Мелфарс став жертвою стрілянини та пограбування на автомийці. Куля пройшла крізь його праву руку. 5 жовтня було видано дебютний студійний альбом Flockaveli. Платівка посіла 5-те місце чарту Billboard 200. Виконавець опинився на 8-ій позиції щорічного рейтингу найкращих MC за версією MTV.
Gucci Mane звільнив свого менеджера Дебру Ентні. Попри чутки, через це між реперами не виникло ворожнечі. В інтерв'ю MTV обоє заявили, що хоча вони не розмовляють один з одним, їхні дружні стосунки не погіршилися. На початку вересня Gucci Mane помітили на вечірці, присвяченій попередньому прослуховуванню Flockaveli.

### 2011–2012:Ferrari Boyz,Triple F Life: Friends, Fans & Family
У 2011 р. Waka Flocka Flame випустив мікстейпи Salute Me or Shoot Me 3, Benjamin Flocka та записаний разом зі Slim Dunkin, Twin Towers 2. 9 серпня вийшов спільний альбом репера та Gucci Mane Ferrari Boyz. Першим синглом стала пісня «She Be Puttin On» за участі покійного Slim Dunkin, якого застрелили в студії звукозапису під час приготування до зйомки кліпу.
9 серпня було випущено «Round of Applause», перший сингл з другого студійного альбому Мелфарса. На оригінальній версії був присутній лише Waka Flocka. Drake взяв участь у записі реміксу. Проте пізніше ремікс став окремком і увійшов до платівки замість початкової версії. 12 червня 2012 р. Triple F Life: Friends, Fans & Family побачив світ.

### 2013-понині:Flockaveli 2
22 січня 2013 Waka Flocka повідомив про завершення роботи над третім студійним альбомом Flockaveli 2. Запрошені гості: Timbaland, Вайклеф Жан. Продюсери: 808 Mafia, Лекс Люґер, Southside, TM88 та ін.

## Передбачувана участь у президентських виборах
20 квітня 2015 Waka Flocka Flame сповістив про висунення своєї кандидатури на вибори Президента США 2016 року через ексклюзивне відео для Rolling Stone, де продемонстрував офіційний документ на підтвердження своїх намірів. У разі перемоги обіцяє легалізувати марихуану, заборонити собак (та інших тварин) у ресторанах, заборонити людям з великими ногами пересуватися тротуаром. За Конституцією США президентом країни може стати лише громадянин США, що досяг 35 років; на момент заяви реперу було 28.

## Конфлікт з Gucci Mane
15 березня 2013 Gucci Mane повідомив про вигнання Waka Flocka Flame з 1017 Brick Squad Records. Обидва обмінялися репліками через Twitter. Попри інформацію про злом акаунту Gucci Waka заявив: «Не дозволяйте ЗМІ дурити вас. Усе це лайно правда». 27 березня 2013 в інтерв'ю Sway для MTV Jams Waka сповістив, що вони ніколи більше не будуть разом займатися музикою чи бізнесом. «Я думаю, ми обидва на завершальній стадії й просто підемо своїм шляхом. Це все, що я можу сказати. Яка причина? Іноді це не ваша срана справа в чому полягає причина. Розумієте, двоє чоловіків пішли власним шляхом, але це не є проблемою». У жовтні 2013 видав дис на Gucci «Ice Cream Cone» з мікстейпу From Roaches to Rollies.
19 листопада 2013 стало відомо, Gucci Mane подав позов проти Waka Flame Flocka, його матері Дебри Ентні, реперів OJ da Juiceman і Khia Stone, продюсера Zaytoven. Сторони звинувачено у шахрайстві та порушенні договору. За словами Gucci, Дебра взяла без дозволу під свій контроль 1017 Brick Squad Records і використала його для створення 3 окремих дочірніх лейблів. Виконавець звинуватив сторони у невиплаті гонорару та збільшенні витрат компанії.
20 вересня 2014 Waka Flocka твітнув стару світлину себе й Gucci, підписавши «… #NoBeef» для підтвердження завершення ворожнечі.

## Дискографія
- 2010: Flockaveli
- 2012: Triple F Life: Friends, Fans & Family

## Фільмографія
| Телебачення | Телебачення               | Телебачення       |
| Рік         | Фільм                     | Роль              |
| ----------- | ------------------------- | ----------------- |
| 2014        | «Black Dynamite»          | Waka Blocka Blaow |
| 2014        | «Love & Hip Hop: Atlanta» | Повторювана роль  |